# كلوستال
كلوستال (بالإنجليزية: Clustal)، هو برنامج حاسوبي يستخدم بكثرة لمحاذاة التسلسلات المتعددة، وأحدث إصدار له هو 2.1، وهناك اختلافان رئيسيان في هذا البرنامج فيما يتعلق بالواجهة:
- كلوستال دبليو (ClustalW): الواجهة تعتمد على كتابة الأوامر.
- كلوستال اكس (ClustalX): واجهة المستخدم لهذا الإصدار رسومية (واجهة مستخدم رسومية)،[2] ويمكن استخدامه في أنظمة التشغيل المختلفة مثل ويندوز (Windows) وأبل ماك (IOS) ويونيكس/لينكس (Unix).

هذا البرنامج متوفرعلى الصفحة الرئيسية لكلوستال أو ملقم FTP g لمعهد الأوربي لعلم تقنيات المعلومات الحيوي.

## معلومات
يستخدم الموقع في التطبيقات الحاسوبية (bioinformatics), بحيث إذا كنت تمتلك العديد من السلاسل الجينية التي تحتوي على مواقع متداخلة في ما بينها يقوم بتحديد المناطق المتشابهة بين العديد من السلاسل الجينية. تم إنشاء هذا الموقع عام 1992 وتم تطوير هذا الموقع في عام 1994، وهو من أكثر المواقع المستخدمة في ترتيب العديد من السلاسل الجينية وذلك لأنه سريع ودقيق بما فيه الكفاية.

## الإدخال والإخراج
يقبل هذا البرنامج صيغ إدخال مختلفة تشمل NBRF/PIR وفاستا و EMBL/Swissport وكلوستال و GCC/MSF و GCG9 RSF و GDE.
أما صيغ الإخراج فقد تشمل واحدة أو أكثر من الصيغ التالية: كلوستال أو NBRF/PIR أو GCG/MSF أو PHYLIP أو GDE أو NEXUS.

## محاذاة التسلسل المتعدد
هناك ثلاث خطوات رئيسية:
1. إنشاء محاذاة عشوائية.
2. إنشاء شجرة المَحْتِد أو ما تعرف بشجرة التطور (أو استخدام شجرة عرّفها المستخدم).
3. استخدام شجرة التطور لإكمال سلسلة المحاذاة.

كل ما ذكر يتم تلقائياً بمجرد اختيارك «إنشاء محاذاة كاملة»، وهناك خيارات أخرى وهي «إنشاء محاذاة من شجرة الدليل» و «إنشاء شجرة دليل فقط».

## الإعداد
يستطيع المستخدمون محاذاة التسلسلات باستخدام الإعداد الافتراضي ولكن قد يكون من المفيد أحياناً تخصيص مدخلات المستخدم، والمدخلات الأساسية في توسيع المسافة وتمديدها.

## وصلات خارجية
- {/0الصفحة الرئيسية لكلوستال} (التحميل مجاني ليونيكس / لينكس، ماك، Windows)
- ClustalW و ClustalX في بنك الإمارات الدولي (التحميل مجانا ليونيكس / لينكس، ماك، Windows)
- " تسريع التطبيقات المكثفة على 10X - 50x تسريع إزالة اختناقات سير العمل في المعلوماتية "—ورق أبيض لبروجنك المحدودة.
- متعددة محاذاة تسلسل CLUSTALW نسخة محفوظة 21 فبراير 2009 على موقع واي باك مشين.